# قانون حماية الأطفال من الفاحشة
قانون حماية الأطفال من الفاحشة (بالإنجليزية: Child Protection and Obscenity Enforcement Act) قانون أمريكي صدر عام 1988 ، ويلزم منتجي وناشري المواد الإباحية بحفظ سجلات دقيقة للأعمار ، ويشمل هذا القانون المنتجين والناشرين ومعيد النشر للمواد، ويمكن لوزارة العدل الأمريكية طلب هذه السجلات في أي وقت، وقد أثير اعتراض على القانون بأنه يحد من حرية التعبير في أمريكا ولكن القانون صمد في الاستئناف ولا زال معمولاً به.